# Profos (Militär)
Der Profos (auch Profoss, früher auch Profoß, Provost, Profot) war ein für Strafverfolgung bzw. Strafvollstreckung zuständiger Militärbeamter. 

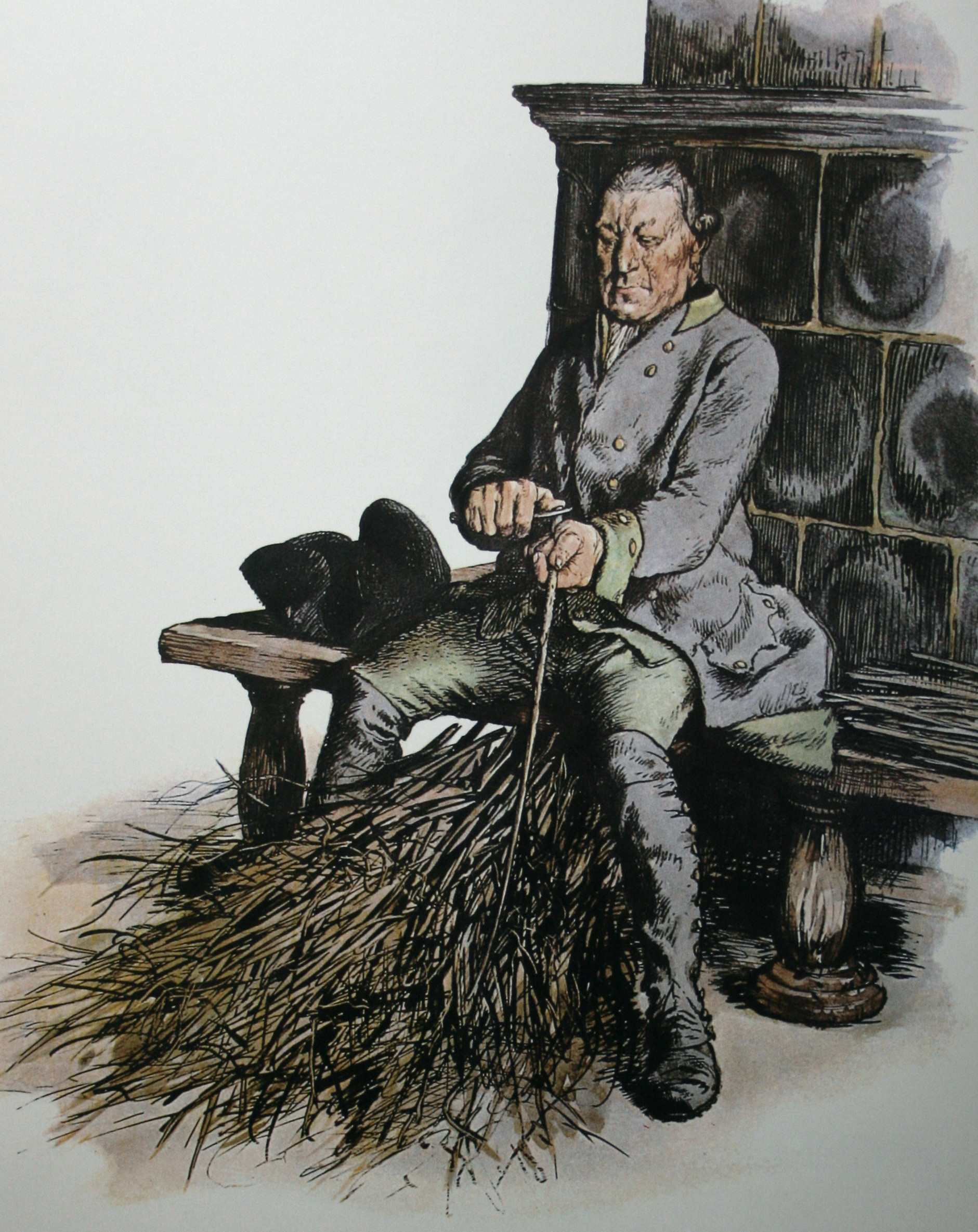
Ein preußischer „Profoss“ bereitet Ruten für das Gassenlaufen vor (um 1750), Zeichnung von Adolph Menzel ca. 1850

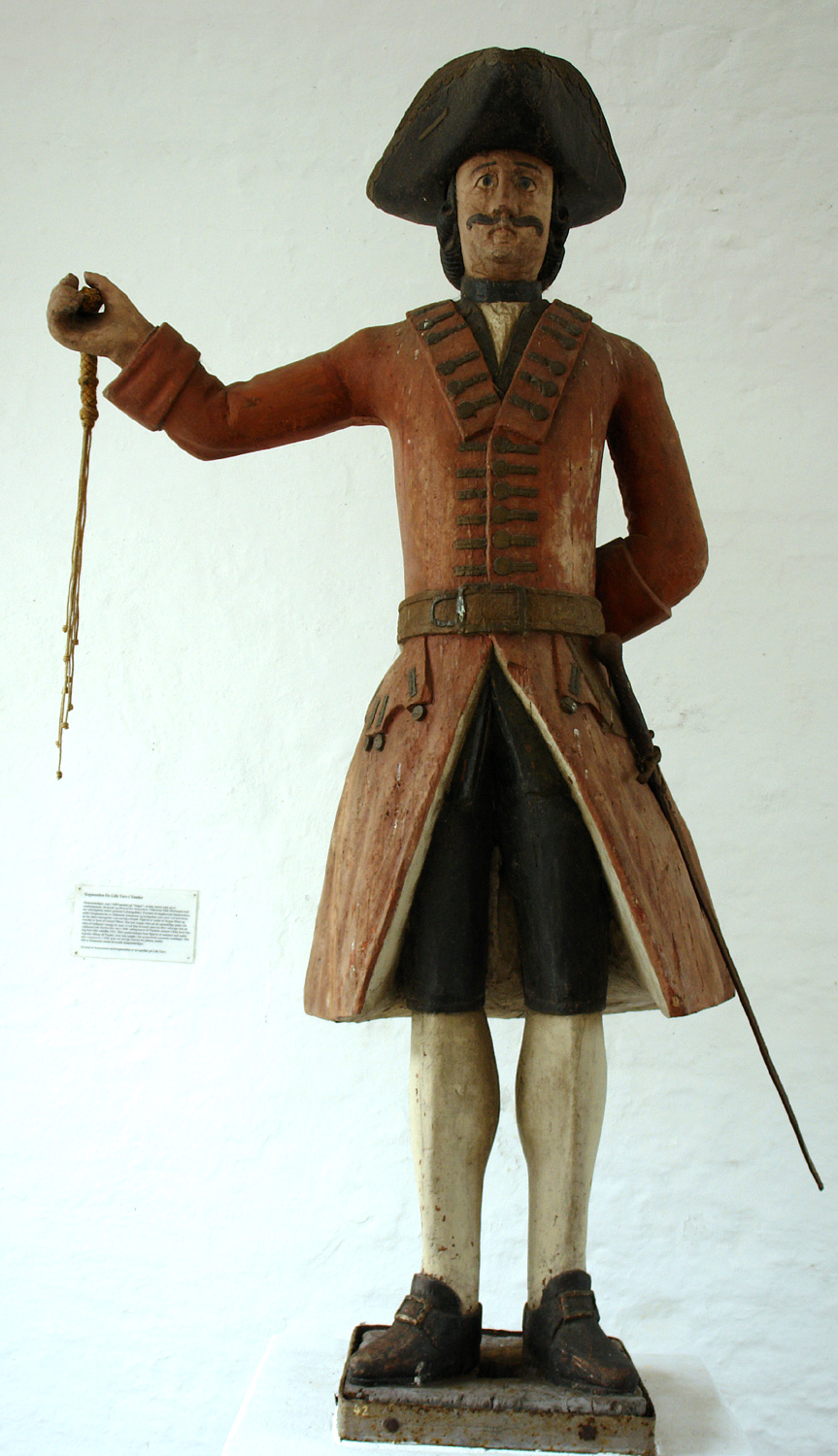
Profos-Figur aus Dänemark, 1699

Die Bezeichnung leitet sich von lateinisch praepositus ‚Vorsteher‘, wörtlich ‚Vorgesetzter‘, her. Sie entwickelte sich über mittellateinisch propostus und althochdeutsch prōbōst zum heutigen Profos. Im Mittelniederländischen schrieb der Begriff sich provoost, im Französischen prévôté. Im Ancien Régime gab es den prévôt, von dessen altertümlicher Schreibweise sich der Familienname Prévost herleitet. Das ebenfalls vom lateinischen praepositus abgeleitete Amt des Propstes ist hingegen ein kirchliches Amt.
Der Profos war im 16. Jahrhundert ein mit der Regimentspolizei beauftragter Militärbeamter, der sich in seinem Regiment um die Durchsetzung und Einhaltung der Feldordnung unter den Landsknechten zu kümmern hatte. Bis in den Dreißigjährigen Krieg war der Profos einer Kompanie bzw. einem Fähnlein zugeordnet und mit der Ausführung von Disziplinarstrafen beauftragt.
Im österreichischen Heer wurde die Stellung der Profose bis 1867 von altgedienten Unteroffizieren („Herr Vater“) ausgeübt, die ehrenrührige Ausführung der Körperstrafen wurde durch die Steckenknechte besorgt. Im altpreußischen Heer gab es bis zu den Reformen Scharnhorsts bei jedem Regiment einen Profos, der jedoch Körperstrafen selbst vollstreckte („Stockmeister“) und daher wie der Henker einen „unreinen Beruf“ mit ausgesprochen niedrigem Ansehen ausübte.
In Preußen erhielten 1719 die Profose als Parodie auf die vom Soldatenkönig verachtete französische Régence-Mode graue Uniformen mit farbigen Abzeichen und weißen Knöpfen. Der Generalprofos als Generalpolizeimeister der Armee hingegen darf mit den Regimentsprofosen nicht verwechselt werden. Als Stabsoffizier trug er den normalen blauen Rock mit roten Abzeichen und gelbmetallenen Knöpfen. Auch bei den Truppen der verschiedenen Reichskreise hatten Profose ein höheres Ansehen, das ihrer Machtposition eher entsprach.

## Provost Marshal
Im englischsprachigen Raum lebt das Wort Profos als Provost (Militärpolizist) weiter. Dort wie auch bei NATO-Missionen ist der Provost Marshal der Kommandeur der zugeordneten Militärpolizei (Feldjäger) ab Brigadeebene oder für einen Missionsraum (Mission theater).
Bei der United States Army ist der Provost Marshal General der Chef des Criminal Investigation Command, der direkt dem Chief of Staff of the Army untersteht.